# Struthiosaurus austriacus
 Struthiosaurus austriacus (lat. “lagarto avestruz de Austria”) es una especie y tipo del género extinto Struthiosaurus de dinosaurio tireóforo nodosáurido, que vivió a finales del período Cretácico, hace aproximadamente 83 y 65 millones de años, desde el Campaniense al Maastrichtiense en lo que es hoy Europa. 
El fósil holotipo es PIWU 2349/6, consiste en la parte posterior de un cráneo. Proviene del Gosaulagen datado del Campaniense. Una gran cantidad de otros fósiles se han catalogado con el número de inventario PIWU 2349. El material incluye dos supraorbitales, el cóndilo de un cuadrado derecho, un lote de dieciocho dientes, el frente de un conjunto de mandíbulas inferiores, un dentario derecho, dos vértebras cervicales, una costilla del cuello, siete vértebras, veintidós vértebras caudales con cheurones, veinte costillas, una cintura escapular, un omóplato derecho, un húmero izquierdo y derecho, un posible cúbito, un radio izquierdo y derecho, dos ilion, un posible isquion izquierdo, un fémur izquierdo y derecho, una posible tibia izquierda, falanges, piezas de tres cuellos, dos espinas en forma de cuerno, un lote de veintiocho osteodermos y otros fragmentos de varios huesos sueltos. No está claro a cuántos individuos pertenecen estos huesos.
Otros especímenes del mismo lugar, PIUW 3520, PIUW 3521 y PIUW 3522 que constaban de tres piezas de vértebras y dos costillas, que pensó que eran de un lagarto gigante, fueron nombrados Danubiosaurus anceps por Bunzel en 1871. El nombre del género fue por analogía con Mosasaurus, la diferenciación se debió a la excepcional cabeza doble de las costilla similar a las que se ve en las lagartijas. Ahora se sabe que también pertenece a Struthiosaurus austriacus. Bunzel pensó que solo la cabeza de la costilla inferior tocaba la vértebra, sin darse cuenta de que en Ankylosauria el eje de la costilla superior estaba orientado horizontalmente. Algunos fragmentos de Struthiosaurus fueron interpretados por Bunzel como pertenecientes a dinosaurios ya conocidos y asignados a un Hylaeosaurus sp., un osteodermo, y un Scelidosaurus sp, una falange, una vértebra de la cola y un osteodermo. De hecho, también pertenecientes a Thyreophora, estaban mejor identificados que el propio Struthiosaurus austriacus, el cual Bunzel no entendía muy bien qué representaba.
En 1881, Harry Govier Seeley nombró a un espécimen del Campaniense de Muthmanndorf, la Formación Grünbach, que comprende vértebras cervicales, vértebras, vértebras, vértebras de la cola, costillas, un omóplato izquierdo, la parte inferior de un húmero, el eje de un fémur derecho, tibias y osteodermos, como Crataeomus pawlowitschii. El nombre del género se deriva del griego krataios, "poderoso", y omos, "húmero". El nombre de la especie honra a Pawlowitsch. Una vez más, según los conocimientos actuales, es un sinónimo más joven de Struthiosaurus austriacus. Lo mismo se aplica a una segunda especie de Crataeomus, Crataeomus lepidophorus, basado en vértebras, un hueso de cuervo izquierdo, un omóplato derecho, dos húmeros, un fémur derecho, una tibia, un peroné, un hueso metatarsiano y una garra. También presumiblemente, los sinónimos más jóvenes son, Rhadinosaurus alcimus del griego rhadinos, "esbelto" y alkimos, "firme", Hoplosaurus ischyrus, conocido por la parte superior de un húmero derecho, parte inferior de los omóplatos, piezas de vértebras y osteodermos, renombrado como Nodosaurus ischyrus, el "saurio armado fuerte", por Nopcsa en 1901 y Pleuropeltus suessii, el "escudo costal de Suess", armadura del techo del cráneo y un trozo de hueso no identificado, quizás no anquilosauriano. Las otras tres especies fueron nombradas por Seeley en 1881. Posteriormente, los nombres específicos se combinaron a veces en Struthiosaurus alcimus, Kuhn 1964, Struthiosaurus lepidophorus, Nopsca 1923, y Struthiosaurus pawlowitschii, Kuhn 1964, todos nombres basados en material muy fragmentario también se consideran nomina dubia.
En 1918, el barón Franz Nopcsa nombró a Leipsanosaurus noricus, basado en NHM 1861.I.46, un diente encontrado en 1861 en Frankenhof, cerca de Piesting. El nombre del género proviene del griego leipsanon, "reliquia", el epíteto específico se refiere a Noricum. Este hallazgo ahora se asigna a Struthiosaurus austriacus, en 1964 Oskar Kuhn habló de un Struthiosaurus noricus.